# Eric Marcus
Eric Marcus (Nueva York, 12 de noviembre de 1958) es un ensayista estadounidense. Sus trabajos se centran sobre todo en temas LGBT, pero también trata otros temas como el suicidio y el pesimismo, en este último caso inspirado por su abuela.

## Biografía
Creció en Kew Gardens, un barrio de Queens, y tiene una hermana mayor y un hermano menor. Se graduó en 1980 en el Vassar College, donde se especializó en urbanismo. En 1984 finalizó su maestría en el Columbia University Graduate School of Journalism y en octubre de 2003 consiguió su maestría en «desarrollo de bienes raíces» en la Columbia Graduate School of Architecture, Planning and Preservation. Entre un título y otro fue director de grabación de la emisión CBS Morning News y más tarde de Good Morning America en ABC.
Vive con su compañero en Manhattan.

## Obra
El libro Breaking the Surface («Rompiendo la superficie»), una autobiografía escrita junto con el deportista olímpico Greg Louganis, estuvo cinco semanas en la lista de los libros más vendidos del New York Times y consiguió llegar al número uno. 
Con el libro Making History: The Struggle for Gay and Lesbian Equal Rights 1945-1990 («Haciendo historia: la lucha por los derechos iguales para gais y lesbianas 1945-1990»), en el que se basó en entrevistas a testigos oculares, consiguió ganar en 1993 el Israel Fishman Non-Fiction Award de la American Library Association. La obra fue adaptada al teatro por Matthew Crehan Higgins y estrenada en 2005 en el Buffalo United Artists/Main Street Cabaret de Búfalo (Nueva York).
- Pessimisms: Famous (and not so famous) Observations, Quotations, Thoughts, and Ruminations on What to Expect When You're Expecting the Worst (CDS Books, 2003)
- Making Gay History The Half-Century Fight for Lesbian & Gay Equal Rights (HarperCollins, 2002)
- What If Someone I Know Is Gay? Answers to Questions About Gay & Lesbian People (Penguin Putnam--Price, Stern, Sloan, 2000)
- Together Forever: Gay & Lesbian Couples Share Their Secrets for Lasting Happiness (Anchor, 1998, 1999)
- Icebreaker: The Autobiography of U.S. Figure Skating Champion Rudy Galindo (Pocket Books, 1997)
- Why Suicide? Answers to 200 of the Most Frequently Asked Questions About Suicide (HarperSanFrancisco, 1996)
- Breaking the Surface (Random House, 1995; Plume, 1996)
- Is It A Choice? Answers to 300 of the Most Frequently Asked Questions About Gay & Lesbian People (HarperSF, 1993,1999, 2005)
- Expect the Worst (You Won't Be Disappointed) (HarperSF, 1992)
- Making History The Struggle for Gay and Lesbian Equal Rights, 1945 to 1990 (HarperCollins, 1992)
- The Male Couple's Guide Finding a Man, Making a Home, Building a Life (HarperCollins, 1988, 1992, 1999)